# Котла
Котла (Котельная Плита, в верховье Хитровский Яр) — река в России, протекает по Чернянскому и Старооскольскому району Белгородской области. Устье реки находится в 20 км по левому берегу реки Котёл. Длина реки составляет 21 км. Площадь водосборного бассейна — 194 км².

## Данные водного реестра
По данным государственного водного реестра России относится к Донскому бассейновому округу, водохозяйственный участок реки — Оскол ниже Старооскольского гидроузла до границы РФ с Украиной, речной подбассейн реки — Северский Донец (российская часть бассейна). Речной бассейн реки — Дон (российская часть бассейна).
Код объекта в государственном водном реестре — 05010400312107000011844.